# Gérald Antoine
Pour les articles homonymes, voir Antoine.
Gérald Antoine, né le 5 juillet 1915 à Paris et décédé le 26 janvier 2014 à Paris, est un professeur agrégé de lettres, philologue et grammairien français, qui a poursuivi l'Histoire de la langue française initiée par l'universitaire vosgien Ferdinand Brunot. Il a été le premier recteur de l’Académie d'Orléans-Tours, ainsi que le conseiller de plusieurs ministres de l’Éducation, Edgar Faure le chargeant en 1968 d'élaborer un projet de réforme de l'enseignement supérieur. Attaché aux montagnes vosgiennes, aux terres familiales de la vallée de Celles, le recteur a aussi été maire d’Allarmont au début de sa retraite universitaire. 
Il est devenu au terme de sa vie le deuxième académicien d'Allarmont, après Émile Coornaert.

## Biographie
Gérald Antoine est le fils de Lucie née Ancelin et d’Alphonse Antoine, né à Raon-sur-Plaine en 1890 et décédé en 1969, général de l’armée française, spécialiste des transmissions, en particulier de radioélectricité (détection et émission), et actif résistant au cours du début des années 1940.
Il fréquente le lycée Condorcet et étudie à la faculté de lettres de Paris.

### Professeur de lettres
Agrégé de grammaire en 1939, et docteur ès lettres, Gérald Antoine a été chargé de conférences aux écoles normales supérieures de Saint-Cloud et Fontenay-aux-Roses de 1935 à 1962.
Aspirant d’artillerie, il est fait prisonnier en 1940 non loin de Metz et rapatrié sanitaire en 1942.
Il est professeur de lettres au lycée Ronsard de Vendôme de 1943 à 1947.
En 1947, il est élu maître de conférences à la faculté des lettres de Clermont-Ferrand où il enseigne jusqu’en 1954. Après trois ans comme maître de conférences à la Sorbonne, il est élu en 1957 professeur d’histoire de la langue française (époque moderne et contemporaine), à la même chaire que Ferdinand Brunot, à l'Université de la Sorbonne.
De 1978 à 1983, il a été professeur de littérature française à l’Université Paris-III puis professeur émérite.
Ayant assuré la réédition de l’Histoire de la langue française des origines à nos jours de Ferdinand Brunot, il la complète de trois tomes correspondant aux périodes 1880-1914 (1985), 1914-1945 (1995) et 1945-2000 (2000). Il a été directeur de l'importante revue de linguistique Le Français moderne.
Selon la biographie publiée par l’Académie royale de langue et de littérature française de Belgique, Gérald Antoine « démontre par la pratique l'impossibilité de traiter d'un phénomène linguistique sans prendre en compte les aspects synchronique et diachronique, ainsi que les dimensions psychologique, rythmique, logique et sémantique de chacune des phrases où apparaît ce type de mots. L'approche se réclame d'une stylistique où le fait de style est considéré comme l'expression la plus consciente, la plus subtilement révélatrice du fait psychologique. »
Il s'est particulièrement penché sur l’œuvre de Paul Claudel. Il est l'auteur d'ouvrages sur Paul Claudel, Sainte-Beuve, Littré, autre auteur du Dictionnaire de la langue française, Romain Rolland. Il a édité les poésies de Gérard de Nerval et "Joseph Delorme" de Sainte-Beuve. 
Ami de Raymond Queneau, il a été l'invité d'honneur de l'Oulipo en 1972. Il était familier de la Société des études renaniennes et de Jean Gaulmier. Il a aussi présidé la Société d'études céliniennes jusqu'en 1987.

### Collaborateur de ministres de l’Éducation
À partir de 1960, Gérald Antoine a été membre de nombreux cabinets auprès de plusieurs ministres successifs de l’éducation nationale : conseiller technique, chargé de l’enseignement supérieur et de la recherche, auprès de Louis Joxe, Pierre Guillaumat et Lucien Paye (1960-1961), chargé de mission (enseignements supérieurs, recherche, coopération universitaire européenne) auprès d’Edgar Faure (1968-1969), chargé de mission auprès de Joseph Fontanet puis René Haby (1973-1975).
C’est aux côtés d’Edgar Faure qu’il joue le rôle le plus important, mettant en chantier la loi d'orientation de l'enseignement supérieur. Celui-ci le rappellera d’ailleurs auprès de lui en tant chargé de mission lorsqu’il devient président de l’Assemblée nationale (1975-1978).
Ses conceptions ont été exprimées en 1968 dans La réforme de l'Université, publié en collaboration avec Jean-Claude Passeron.

### Fondateur de l’académie d’Orléans–Tours
Gérald Antoine est recteur de l’académie d’Orléans-Tours dès sa création en 1961 et jusqu’en 1973. Il contribue à ce titre à la fondation des universités d’Orléans et de Tours.
Il est pendant dix ans membre de la commission permanente franco-allemande des recteurs.

### Maire d’Allarmont
Gérald Antoine a occupé les fonctions de conseiller municipal d’Allarmont (Vosges) de 1977 à 1983. Il a été réélu en 1983 puis élu maire, fonction qu’il exerce jusqu’en 1989.
En février 1978, il fait partie des membres fondateurs du Comité des intellectuels pour l'Europe des libertés.
Il fonde et préside l’association pour le développement de la vallée de la Plaine qui regroupe aujourd’hui dans un établissement public de coopération intercommunale 59 communes de Meurthe-et-Moselle et des Vosges. Il fonde l’association « Développement culturel Lorrain » à Metz.
Gérald Antoine exprime son attachement aux valeurs fondatrices de la République dans le recueil Liberté, égalité, fraternité paru en 1981.

### Académicien des sciences morales et politiques
Le 12 février 1998, devant un parterre de 500 personnalités, le recteur Gérard Antoine recevait son épée d'académicien. Au cours de la cérémonie présidée par M. Pommeau, auquel s'adjoint Madame Michèle Gendreau, recteur et chancelier des Universités de Paris, il explique le sens des gravures ornant son épée, à savoir les feuilles de chêne et le laurier, le chardon lorrain et les saumons de la principauté de Salm-Salm, le A de l'alphabet et une citation de Claudel. Sur la garde de l'épée, apparaît la roue de la scierie de la Hallière et l'eau écumante de la rivière Plaine, en manifestation de l'ordre et des aléas, du hasard et du temps.
Décédé dans sa 99e année, le recteur, membre de l'institut, commandeur de la légion d'honneur est inhumé au cimetière communal d'Allarmont le 29 janvier 2014. Son épouse Simone, née Perrin, décédée à 97 ans dans sa maison d'Allarmont le matin du 19 août 2019, l'a rejoint dans le caveau familial.

## Distinctions
- Élu en octobre 1982 comme membre étranger philologue de l'Académie royale de langue et de littérature françaises de Belgique, qui avait aussi honoré son devancier, Ferdinand Brunot[11].
- Élu à l’Académie des sciences morales et politiques en avril 1997, dans la section Morale et Sociologie, au fauteuil de Pierre-Georges Castex.

- Commandeur de la Légion d'honneur
- Commandeur de l'ordre national du Mérite
- Commandeur de l'ordre des Palmes académiques
- Officier de l'ordre des Arts et des Lettres
- Officier de l'ordre de la Couronne (Belgique)

## Publications

### Monographies
- Vis-à-vis ou Le Double regard critique, Paris, Gallimard, 1952 (rééd. Paris, P. U. F., coll. «Écriture», 1982)
- La Pensée française à l'Exposition universelle et internationale de Bruxelles, Imprimerie nationale, in octo, 1958, 28 pages.
- Les Cinq Grandes Odes de Claudel ou La poésie de la répétition, Paris, Lettres modernes, 1959
- La Stylistique française, sa définition, ses buts, ses méthodes, Revue de l'enseignement supérieur, 1959, n° 1
- La Coordination en français, Paris, Éditions d'Artrey, 1959-1962, en deux volumes
- Une inconnue, l'image chez Queneau, Stanford French review", I, 2, 1977, p 153-156, .
- Liberté, égalité, fraternité ou Les fluctuations d'une devise, Paris, UNESCO, 1981
- Histoire de la langue française des origines à nos jours (1880-1914), Paris, CNRS, 1985
- Histoire de la langue française des origines à nos jours (1914-1945), Paris, CNRS, 1995
- Histoire de la langue française des origines à nos jours (1945-2000), Paris, CNRS, 2000
- Paul Claudel ou L'enfer du génie, Paris, Robert Laffont, 1988

- Prix de la critique de l’Académie française en 1989

### Édition scientifique
- Gérard de Nerval, Poésies, texte établi et annoté par Gérald Antoine, Paris, Fernand Hazan, 1947.
- Charles-Augustin Sainte-Beuve, Vie, poésies et pensées de Joseph Delorme, établissement du texte, notes et lexique par Gérald Antoine. Paris, Nouvelles éditions latines, 1957.
- Sainte-Beuve, Portraits littéraires, édition établie par Gérald Antoine, Paris, Robert Laffont, 1993.
- Paul Claudel, Partage de Midi : un drame revisité (1948-49), version de 1906 suivie de deux versions primitives inédites et de "Lettres à Ysé", également inédites, édition présentée, établie et annotée par Gérald Antoine, Paris, Gallimard, 1994
- Claudel-Rolland : une amitié perdue et retrouvée, édition établie et annotée par Gérald Antoine et Bernard Duchatelet, les cahiers de la nrf, Gallimard, 2005.